# 春日郁朗
春日 郁朗（かすが いくろう、1977年5月2日 - ）は日本の工学者（都市工学）。東京大学大学院工学系研究科都市工学専攻水環境制御研究室准教授。長野県伊那市出身。

## 来歴
- 1996年3月 - 長野県伊那北高等学校理数科 卒業
- 1996年4月 - 東京大学教養学部（理科Ⅰ類） 入学
- 2000年3月 - 東京大学工学部都市工学科 卒業（工学士）
- 2002年3月 - 東京大学大学院工学系研究科都市工学専攻修士課程 修了（工学修士）
- 2005年3月 - 東京大学大学院工学系研究科都市工学専攻博士課程 修了（工学博士）
- 2005年4月 - 長寿科学振興財団リサーチフェロー（国立保健医療科学院水道工学部協力研究員として派遣）
- 2006年4月 - 東京大学大学院工学系研究科都市工学専攻水環境制御研究室 助手
- 2007年4月 - 東京大学大学院工学系研究科都市工学専攻水環境制御研究室 助教
- 2013年4月 - 東京大学大学院工学系研究科都市工学専攻水環境制御研究室 講師
- 2016年9月 - 東京大学大学院工学系研究科都市工学専攻水環境制御研究室 准教授
- 2018年4月 - 東京大学微生物科学イノベーション連携研究機構 兼担